# Spansk rytter
Spansk rytter er en konstruktion til standsning af primært militærkøretøjer og indgår som en mobil del af en spærring. Tjekkisk pindsvin (kampvognsspærring lavet af I-bjælker) kaldes fejlagtigt spansk rytter.